# Lorenzo Ventavoli (politico)
Lorenzo Ventavoli (Monsummano Terme, 21 giugno 1881 – ...) è stato un politico italiano.
Fu il padre dell'esercente, distributore cinematografico e giornalista Giordano Bruno Ventavoli, nonno del saggista, critico cinematografico e storico del cinema Lorenzo Ventavoli e bisnonno del giornalista, scrittore e saggista Bruno Ventavoli.